# Stefano Baudino
Stefano Baudino (nascido em 28 de dezembro de 1963) é um ex-ciclista italiano que participou nas Olimpíadas de Los Angeles 1984 pela Itália, competindo nos 1 000 m contrarrelógio por equipes
.